# Sokołów Podlaski (gemeente)
De gemeente Sokołów Podlaski is een landgemeente in het Poolse woiwodschap Mazovië, in powiat Sokołowski.
De zetel van de gemeente is in Sokołów Podlaski.
Op 13 Listopada 2005, telde de gemeente 6467 inwoners.

## Oppervlakte gegevens
In 2002 bedroeg de totale oppervlakte van gemeente Sokołów Podlaski 137,18 km², waarvan:
- agrarisch gebied: 74%
- bossen: 19%

De gemeente beslaat 12,12% van de totale oppervlakte van de powiat.

## Demografie
Stand op 13 Listopada 2005:
| Omschrijving                   | Totaal | Totaal | Vrouwen | Vrouwen | Mannen | Mannen |
| ------------------------------ | ------ | ------ | ------- | ------- | ------ | ------ |
| eenheid                        | aantal | %      | aantal  | %       | aantal | %      |
| inwoners                       | 6476   | 100    | 3165    | 48,9    | 3302   | 51,1   |
| bevolkingsdichtheid (inw./km²) | 47,2   | 47,2   | 23,1    | 23,1    | 24,1   | 24,1   |

In 2002 bedroeg het gemiddelde inkomen per inwoner 1038,8 zł.

## Plaatsen
Bachorza, Bartosz, Brzozów, Brzozów-Kolonia, Budy Kupientyńskie, Chmielew, Czerwonka, Dąbrowa, Dolne Pole, Dziegietnia, Emilianów, Grochów, Justynów, Karlusin, Karolew, Kosierady Wielkie, Kostki, Krasnodęby-Kasmy, Krasnodęby-Rafały, Krasnodęby-Sypytki, Krasów, Łubianki, Nowa Wieś, Podkupientyn, Podrogów, Pogorzel, Przeździatka-Kolonia, Przywózki, Skibniew-Kurcze, Skibniew-Podawce, Walerów, Wyrąb, Węże, Wólka Miedzyńska, Ząbków, Ząbków-Kolonia, Żanecin.

## Aangrenzende gemeenten
Bielany, Kosów Lacki, Liw, Miedzna, Repki, Sabnie, Sokołów Podlaski, Węgrów, Siedlce, Jabłonna Lacka, Sterdyń